# 普明神社
普明神社（ふみょうじんじゃ）は新潟県南魚沼市にある神道大教所属の神社。明治時代の仙人・国安普明を祭る。

## 祭神
天之御中主大神、天津御親之大神、普明御神

## 歴史
昭和27年（1952年）、松井慶一（桂陰）が、国安普明の神徳布教を目的として、東京に苗場明道会を設立。
昭和30年（1955年）、新潟県南魚沼郡（現在の南魚沼市）に普明神社を建立。

## 行事
月次祭　毎月18日。大祭　5月18日、9月28日。そのほか、普明仙人が見た海相界、尚ソウ界、女界道などの異界に関する祭典が斎行される。

## 交通
- 八色駅より徒歩10分

## 参考資料
松井桂陰 『神の実在と仙人の神秘』 普明神社東京連絡所、1974年、288-323頁